# Karel van der Weide
Karel van der Weide (Amsterdam, 11 augustus 1973) is een Nederlandse schaker en schrijver. In 2004 werd hem door de FIDE de Grootmeestertitel (GM) toegekend.

## Schaakcarrière
Hij heeft in vele open toernooien gespeeld en een aantal (al dan niet gedeeld) gewonnen, zoals Chemnitz 1997, VAM Hoogeveen 1998, Leeuwarden 2001, Marianzske Lazne 2005, Seefeld 2005, Praag 2005 en Sevilla 2007.
In 2000 eindigde hij op een gedeelde eerste plaats, met Aleksej Barsov, Harmen Jonkman en Ramon Koster, bij het Pinkstertoernooi van het Bussums Schaakgenootschap.
In 1997, 1998, 2001 en 2009 deed hij mee aan het Nederlands kampioenschap. In 2001 behaalde hij zijn beste resultaat, een vijfde plaats. In 2001 deed hij ook mee in de B-groep van het Corus-toernooi - hij scoorde 50 procent - en in 2006 in de C-groep van datzelfde toernooi. Bij het kampioenschap van de EU in Liverpool 2006 eindigde hij gedeeld tweede achter voormalig vice-wereldkampioen Nigel Short.
Tijdens zijn schaakcarrière was Van der Weide medewerker van New in Chess. Hij schreef zowel bijdragen aan de jaarboeken als voor het schaakliterair tijdschrift Matten. Voor het inmiddels ter ziele gegane blad Schaaknieuws en voor de site van de KNSB maakte hij columns en wedstrijdverslagen. In de nationale competitie kwam Van der Weide uit voor Philidor Leeuwarden en SO Rotterdam. In de Bundesliga was SK Münster 32 zijn club; Van der Weide speelde ook voor het Belgische Hoboken met onder andere Erik Knoppert.
Verder had hij een functie als jeugdtrainer bij de KNSB en begeleidde jonge schakers bij internationale uitzendingen; tijdens het EK in Göteborg 2005 nam hij het Nederlands Damesteam onder zijn hoede. In 2013 speelde Van der Weide zijn laatste toernooien in Bad Ems en Bad Wildbad, georganiseerd door Klaus-Otto Jung. Deze wist hij winnend wist af te sluiten.
Van der Weide had een voorkeur voor toernooien in de Alpenlanden. Ongeveer tien keer speelde hij invitatie-toernooien in Augsburg, die Johannes Pitl organiseerde. Aan het open toernooi van Liechtenstein, onder leiding van Albert Baumberger, nam hij bijna twintig keer deel.
In 2008 kondigde hij aan te stoppen met wedstrijdschaken en alleen nog te willen schrijven. Hij stopte naar eigen zeggen een beetje uitgekeken was op de sport, een normaal maatschappelijk bestaan op wilde bouwen en ook dat het vals spel in de sport er wel de lol van afhaalde. Enigszins in tegenspraak daarmee deed hij mee aan het Nederlands kampioenschap in 2009, een historisch NK, want het eerste waaraan Anish Giri meedeed en direct won. Ook hierna speelde hij nog toernooien als amateur.
Tijdens zijn professionele carrière was Van der Weide begonnen het wel en wee van het schakersbestaan op papier te zetten. Dit resulteerde in Schaken voor Huisvrouwen (De Arbeiderspers, 2008), hetgeen tot wisselende reacties leidde binnen en buiten de schaakwereld. Een Schaakleven in 100 partijen (Thinkerspublishing, 2015) riep minder emoties op. Dit laatste werk zou naar het Duits worden vertaald in 2017.

### Na het schaken
Inmiddels had Van der Weide zich aangesloten bij de Socialistische Partij. Na een korte periode als afdelingsvoorzitter in Amsterdam-Oost (2012-2014), nam hij voor de partij zitting in het stadsdeel (2014-2022). Zijn speerpunten waren de bestrijding van overlast, groen in de buurt, de aanpak van achterstallig onderhoud en buurtrechten.
Momenteel Sinds wanneer? werkt Van der Weide als bezorger bij PostNL. Soms schaakt hij nog; een betaalde simultaan bijvoorbeeld. Soms schrijft hij een artikel. Hij heeft zich naar eigen zeggen teruggetrokken uit het openbare leven.